# Фуэнтес, Микаэль
Микаэль Андрес Фуэнтес Вадулли (исп. Michael Andrés Fuentes Vadulli; род. 27 мая 1998, Икике) — чилийский футболист, нападающий клуба «Аудакс Итальяно» и сборной Чили.

## Клубная карьера
Фуэнтес — воспитанник клуба «Депортес Икике». 21 апреля 2018 года в матче против «Палестино» он дебютировал в чилийской Примере. 10 августа 2019 года в поединке против «Кобресаль» Микаэль забил свой первый гол за «Депортес Икике». В начале 2021 года Фуэнтес на правах аренды перешёл в «Аудакс Итальяно». 31 марта в матче против «Депортес Ла-Серена» он дебютировал за новую команду. В этом же поединке Микаэль забил свой первый гол за «Аудакс Итальяно». По окончании аренды клуб выкупил трансфер игрока. 

## Международная карьера
16 ноября 2022 года в товарищеском матче против сборной Польши Фуэнтес дебютировал за сборную Чили. 